# Квінт Муцій Сцевола (консул 220 року до н. е.)
Квінт Му́цій Сцево́ла (лат. Quintus Mucius Scaevola, ? — 209 до н. е.) — політичний, державний та військовий діяч Римської республіки, консул 220 року до н. е.

## Біографія
Походив з плебейського роду Муціїв. Про батьків, юні роки відомостей не збереглося.
220 року до н. е. його було обрано консулом разом з Марком Валерієм Левіном. Втім вони не зуміли відбути весь консульський термін — внаслідок внутрішніх інтриг римський сенат змусив консулів скласти свої повноваження і було обрано того ж року двох нових — Луція Ветурія Філона і Квінта Лутація Катула.
215 року до н. е. його було призначено претором і йому надали під управління Сардинію. Хоча про його діяльність на цій посаді нічого невідомо, але йому продовжували її ще на 3 роки.
210 року до н. е. його було обрано децемвіром для жертвопринесень і для перегляду книг Сивіли (лат. Decemviri sacrorum).
209 року до н. е. Квінт Муцій Сцевола помер.